# Stacja Narciarska Gromadzyń w Ustrzykach Dolnych

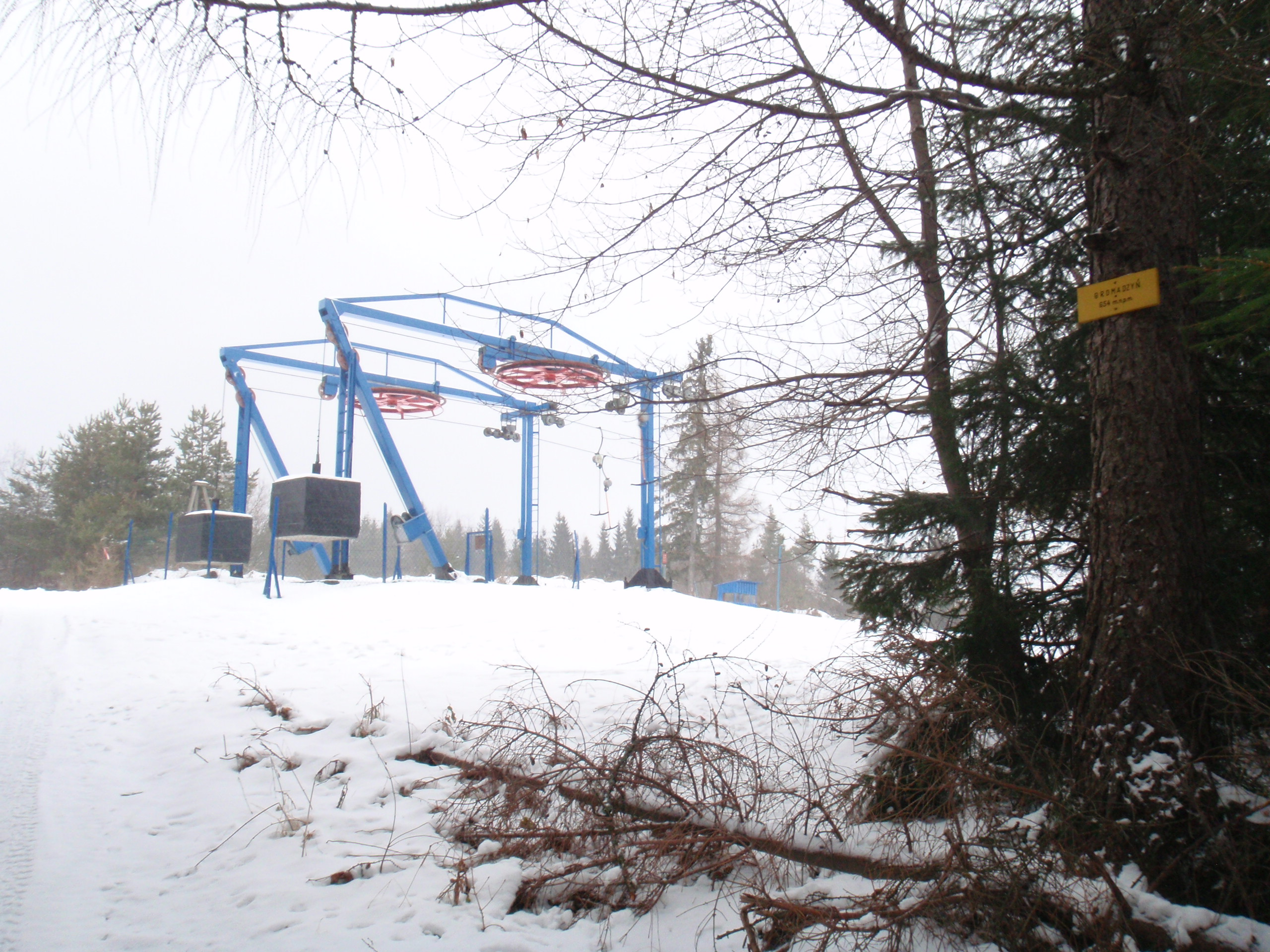
Górna stacja wyciągu orczykowego na szczycie Gromadzynia

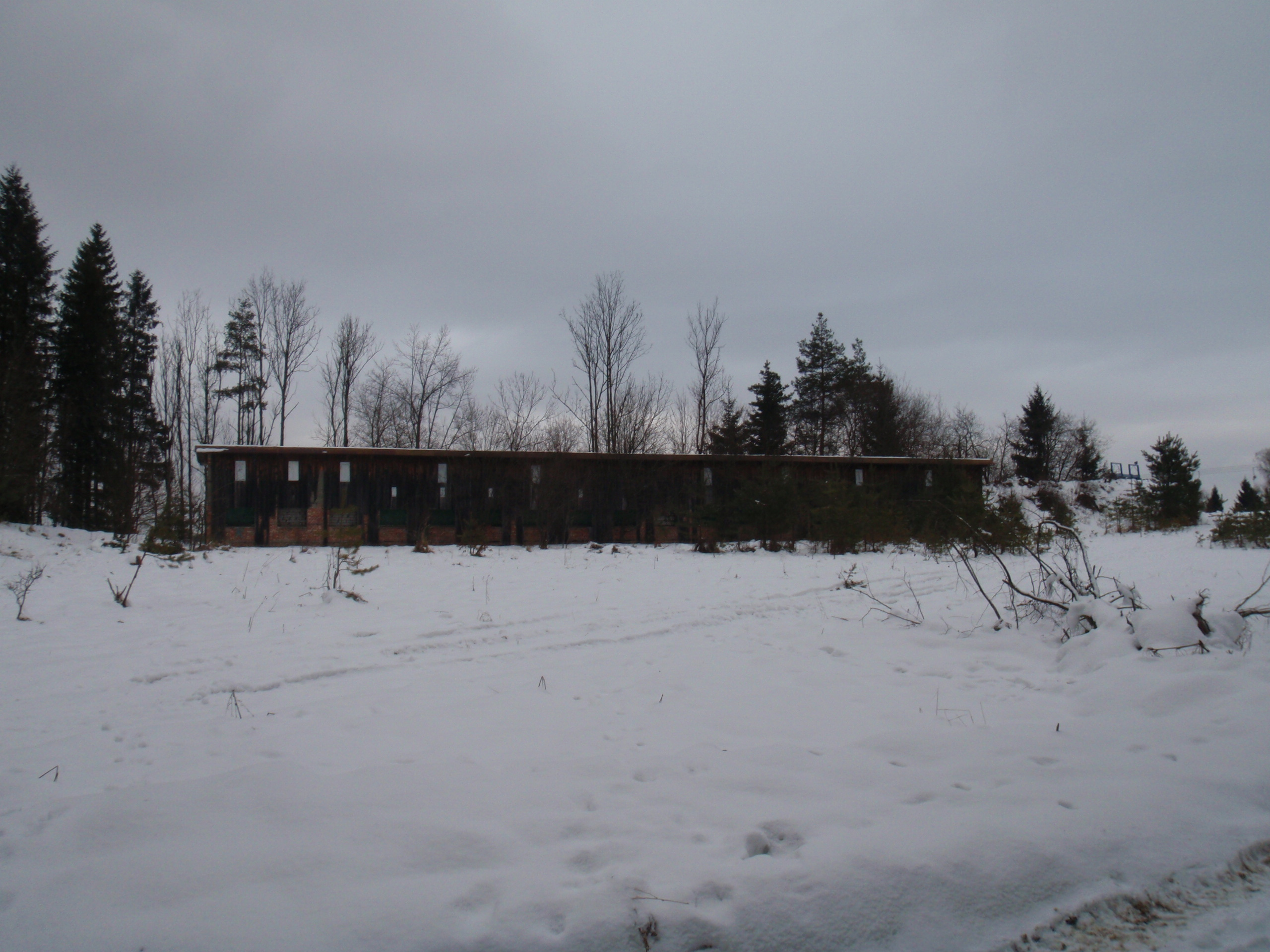
Strzelnica biathlonowa na górze Gromadzyń – stan w grudniu 2011 roku

Stacja Narciarska „Gromadzyń” w Ustrzykach Dolnych – ośrodek narciarski na północnym zboczu góry Gromadzyń (655 m n.p.m.). Jest to jedna z najbardziej rozpoznawalnych atrakcji turystycznych Ustrzyk Dolnych. Stacja Narciarska Gromadzyń jest jedną z kilku małych stacji narciarskich w Polsce dysponujących trasą mającą homologację FIS.

## Wyciągi
Stacja Narciarska „Gromadzyń” dysponuje 5 wyciągami:
- Kolej krzesełkowa czteroosobowa – długość 722,59 m, przewyższenie 162,35 m. Zdolność przewozowa 1920 osób na godzinę;
- (WI i WII) – 2 2-osobowe wyciągi orczykowe o długości 700 m i przewyższeniu 164 m, o łącznej przepustowości 2400 osób na godzinę;
- (WIII) – wyciąg talerzykowy o długości 300 m i przewyższeniu 70 m, zdolność przewozowa 500 osób na godzinę;
- (WIV) – wyciąg talerzykowy o długości 200 m i przewyższeniu 30 m, zdolność przewozowa 350 osób na godzinę.

## Zjazdowe trasy narciarskie
Stacja dysponuje prawie 7 kilometrami tras narciarskich:
- (1) wzdłuż wyciągu WI, o długości 750 m i średnim nachyleniu 22%, o czerwonym stopniu trudności. Trasa ta ma homologację FIS o numerze 11924/12/15, ważną do 1 listopada 2025 roku, na slalom obu płci na całym odcinku trasy[2];
- (2) o długości 800 m i średnim nachyleniu 21%, niebieska;
- (3) o długości 900 m i średnim nachyleniu 18%, niebieska;
- (4) o długości 1100 m i średnim nachyleniu 15%, zielona;
- (5, średnia) o długości 430 m, trasa slalomowo-treningowa, o nachyleniu 19%, czerwona, sztucznie oświetlona;
- (6, mała) o długości 250 m, o nachyleniu 15%, zielona;
- (7) 150 m długości, różnica poziomów 25 m, o nachyleniu 17%, zielona.

Ponadto wytyczona jest nartostrada od szczytu Gromadzynia do dolnej stacji wyciągu Stary Gromadzyń (Wl i Wll), 1500 m długości, różnica poziomów 150 m. Jej odgałęzienie prowadzi do Jasienia – łączna długość 2300 m.
Wszystkie trasy (poza nartostradą) są naśnieżane i ratrakowane.
Długości, nazwy i różnice wysokości poszczególnych wyciągów i tras są na różnych mapach różne.

## Pozostała infrastruktura
W ośrodku znajdują się:
- punkt GOPR
- szkoła narciarska „Gromadzyń”
- wypożyczalnia i serwis sprzętu narciarskiego
- 3 parkingi
- punkty gastronomiczne (pizzeria oraz restauracja „U Gały”) mogące zmieścić 200 osób.

## Operator
Operatorem ośrodka jest firma „ABM Bronisław Mrugała”.
Stacja nie jest członkiem Stowarzyszenia Polskie stacje narciarskie i turystyczne.

## Historia
Od stycznia 2020 roku stacja dysponuje wyciągiem krzesełkowym z czteroosobowymi kanapami. Inwestycja ta pozytywnie wpłynęła na rozwój turystyki pieszej oraz rowerowej w regionie.

## Pobliskie ośrodki narciarskie
Poza wyżej wspomnianą Stacją Narciarską „Laworta” w Ustrzykach Dolnych, w pobliżu znajduje się również „Wyciąg narciarski na stoku Małego Króla w Ustrzykach Dolnych”.